# RNK-usmerena RNK polimeraza
RNK-usmerena RNK polimeraza (EC 2.7.7.48, RNK nukleotidiltransferaza (RNK-zavisna), RNK-zavisna ribonukleatna nukleotidiltransferaza, 3D polimeraza, PB1 proteini, PB2 proteini, fag f2 replikaza, polimeraza L, Q-beta replikaza, fag f2 replikaza, ribonukleinsko kiselinska replikaza, ribonukleat nukleotidiltransferaza zavisna od ribonukleinske kiseline, ribonukleinsko kiselinskaa polimeraza zavisna od ribonukleinske kiseline, ribonukleinska replikaza, ribonukleinska sintetaza, RNK replikaza, RNK sintetaza, RNK transkriptaza, RNK-zavisna ribonukleatna nukleotidiltransferaza, RDRP, RNK-zavisna RNK polimeraza, RNK-zavisna RNK replikaza, transkriptaza) je enzim sa sistematskim imenom nukleozid-trifosfat:RNK nukleotidiltransferaza (RNK-zavisna). Ovaj enzim katalizuje sledeću hemijsku reakciju
nukleozid trifosfat + RNK {\displaystyle \rightleftharpoons } difosfat + RNK+1
Ovaj enzim katalizuje RNK-šablnom usmereno produženje 3'- kraja RNK lanaca, dodajući jedan po jedan nukleotid.

## Literatura
- Nicholas C. Price; Lewis Stevens (1999). Fundamentals of Enzymology: The Cell and Molecular Biology of Catalytic Proteins (Third изд.). USA: Oxford University Press. ISBN 019850229X.
- Eric J. Toone (2006). Advances in Enzymology and Related Areas of Molecular Biology, Protein Evolution (Volume 75 изд.). Wiley-Interscience. ISBN 0471205036.
- Branden C; Tooze J. Introduction to Protein Structure. New York, NY: Garland Publishing. ISBN 0-8153-2305-0.
- Irwin H. Segel. Enzyme Kinetics: Behavior and Analysis of Rapid Equilibrium and Steady-State Enzyme Systems (Book 44 изд.). Wiley Classics Library. ISBN 0471303097.

## Spoljašnje veze
- RNA-directed+RNA+polymerase на 